# Norgervaart (watergang)
De Norgervaart is een aftakking van de Drentsche Hoofdvaart en gaat over in de Kolonievaart die naar Veenhuizen voert en verdergaat als Veenhuizerkanaal. De Norgervaart is in 1816 gegraven.
Het was oorspronkelijk een open vaarverbinding, die bij Huis ter Heide overging in de Kolonievaart en vervolgens doorliep via Veenhuizen naar Haulerwijk en Bakkeveen. De gemeente Norg had in de 19e eeuw het idee om de Norgervaart via Norg door te trekken naar de jachthaven in Roden, waar vervolgens de Rodervaart de verbinding zou vormen met het Leekstermeer. De financiële middelen voor de realisatie hiervan ontbraken echter, waardoor de totstandkoming hiervan is uitgebleven.
De buurtschap Norgervaart dankt haar naam aan de vaarverbinding.
De "Norgervaartsche brug" was een draaibrug over de Norgervaart daar waar deze aftakte van de Drentsche Hoofdvaart. Tot eind jaren veertig fungeerde deze brug als trambrug voor de tramverbinding Assen-Smilde-Meppel. In de jaren tachtig van de 20e eeuw werd deze brug vervangen door een dam. Scheepvaart is dan ook niet meer mogelijk doordat er meerdere dammen geplaatst zijn in de Norgervaart.
Er zijn meerdere studies gedaan naar de mogelijkheid om deze vaarverbinding weer te heropenen. Tot nu toe is geen van de plannen uitgevoerd vanwege de verwachte hoge uitvoeringskosten.

## Afbeeldingen

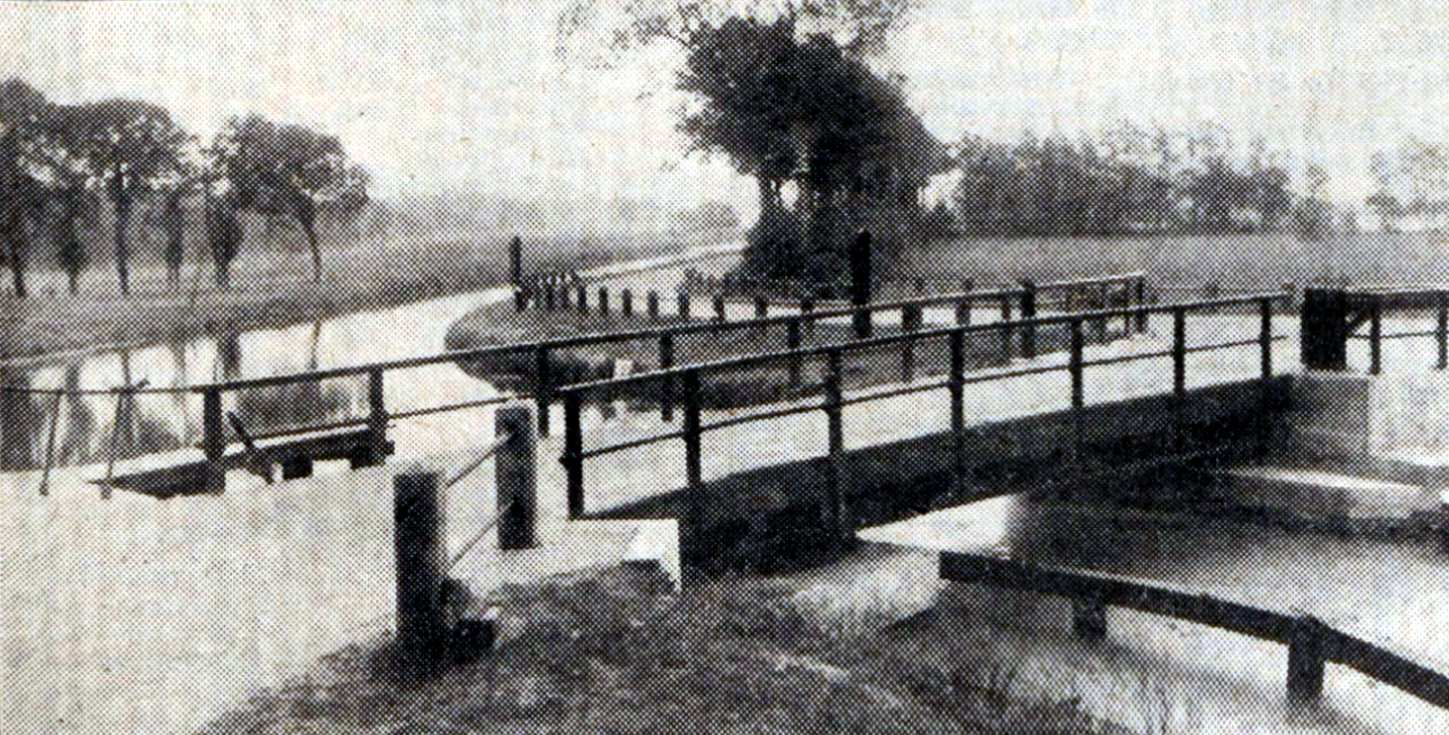
De brug over de Norgervaart bij Huis ter Heide, 1933
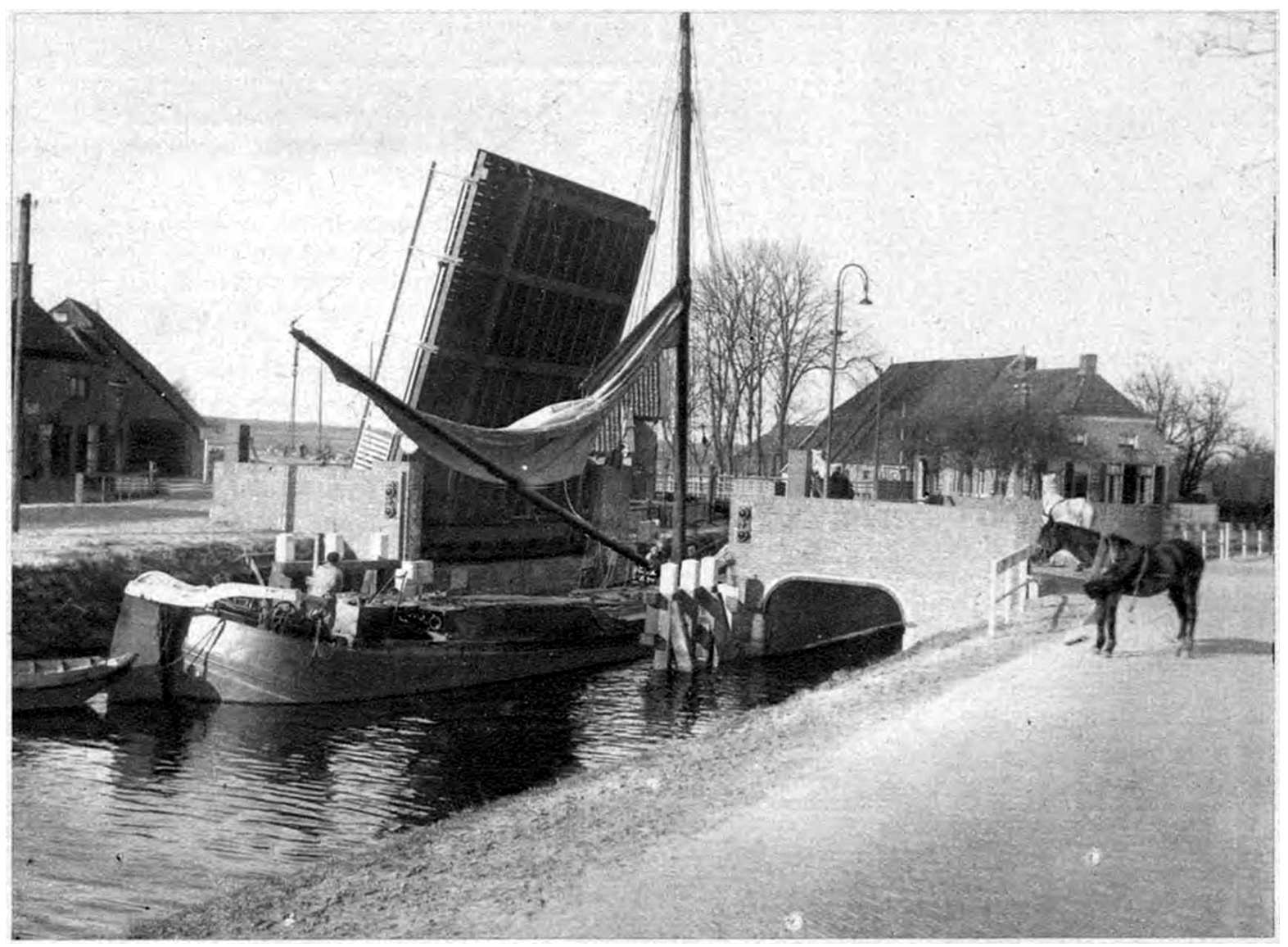
Norgerbrug over Drentsche Hoofdvaart in 1933
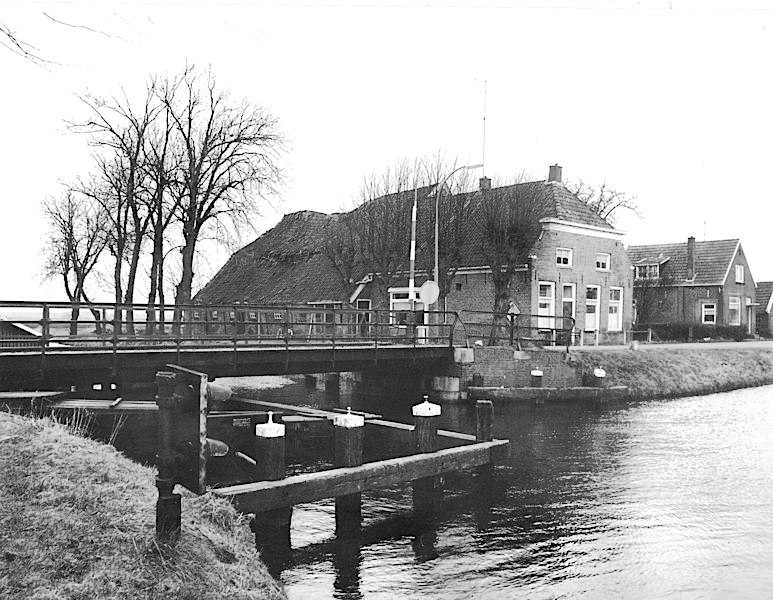
De Norgervaartsebrug in 1973, voormalige trambrug, later vervangen door een dam
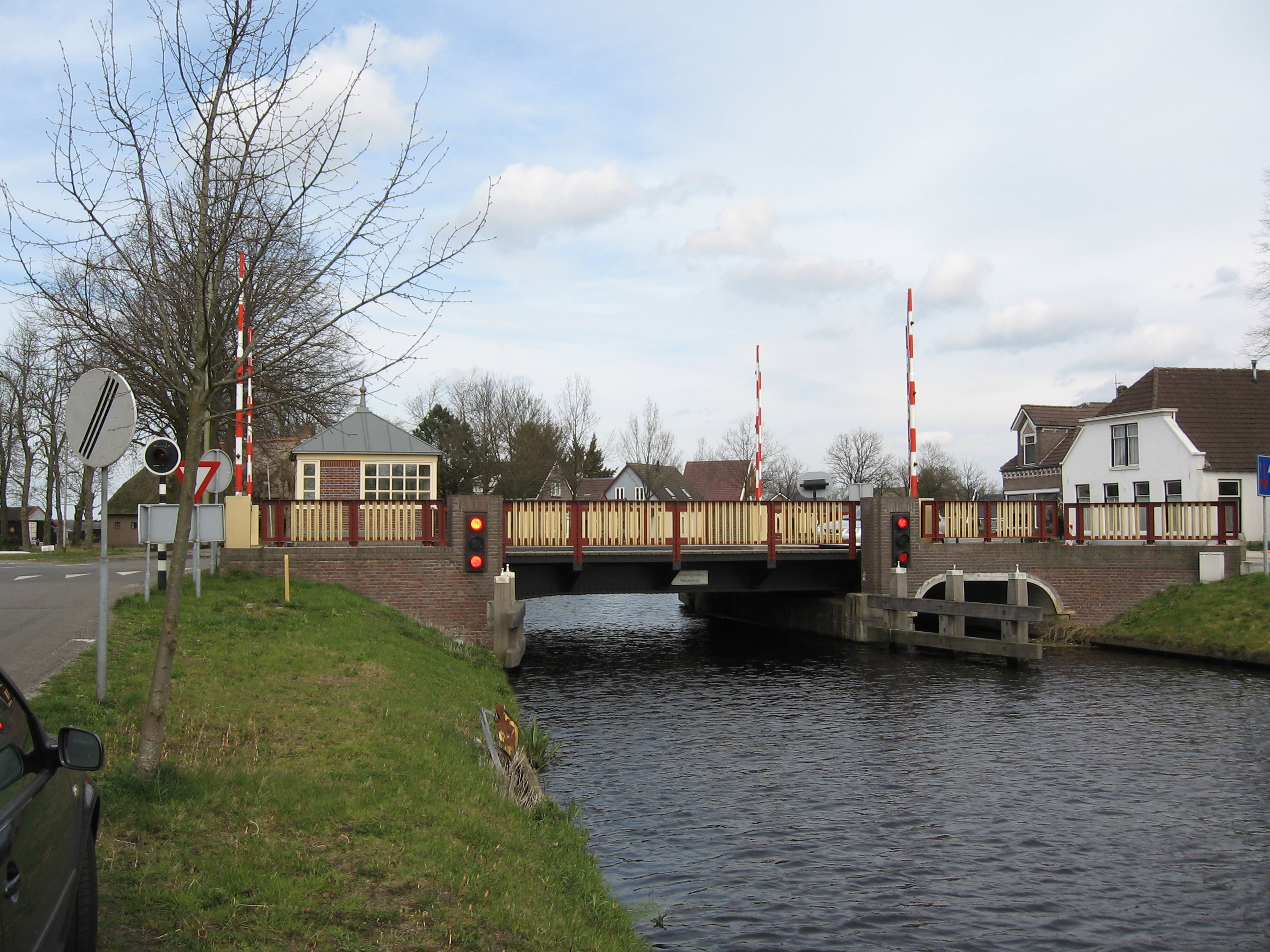
Norgerbrug in 2007